# 皮亚扎-阿尔塞基奥
皮亚扎-阿尔塞基奥（義大利語：Piazza al Serchio），是意大利托斯卡纳大区卢卡省的一个市镇。总面积27平方公里，人口2494人，人口密度92.4人/平方公里（2009年）。ISTAT代码为046023。